# Marrit Boonstra
Marrit Boonstra (* 25. September 1988 in Groningen) ist eine ehemalige niederländische Tennisspielerin.

## Karriere
Boonstra, die im Alter von sechs Jahren mit dem Tennissport begann, bevorzugte Sandplätze. Sie spielte hauptsächlich auf Turnieren des ITF Women’s Circuit, bei denen sie einen Einzel- und fünf Doppeltitel gewann.
2006 erreichte sie mit ihrer Partnerin Renée Reinhard das Viertelfinale im Juniorinnendoppel der Australian Open. Anschließend gewann das Duo die Copa del Cafe und Abierto Juvenil Mexicano im Doppel. In Folge erhielt sie eine Wildcard für das Hauptfeld der Ordina Open, einem Turnier der WTA Tour in Rosmalen, wo sie ihr Erstrundenmatch gegen Jelena Janković mit 3:6 und 0:6 verlor. Mit Dominika Cibulková erreichte sie das Viertelfinale im Juniorinnendoppel der French Open ebenso wie mit Caroline Wozniacki im Juniorinnendoppel von Wimbledon.
Von 2008 bis 2010 spielte sie College Tennis für die University of Florida.
Boonstra spielte 2006 dreimal im Doppel für die niederländische Fed-Cup-Mannschaft, die sie zusammen mit Brenda Schultz-McCarthy alle drei gewann.
In der 1. Tennis-Bundesliga spielte sie 2013 für den TC Moers 08.

## Turniersiege

### Einzel
| Nr. | Datum       | Turnier     | Kategorie   | Belag | Finalgegnerin             | Ergebnis |
| --- | ----------- | ----------- | ----------- | ----- | ------------------------- | -------- |
| 1.  | 7. Mai 2006 | Bournemouth | ITF $10.000 | Sand  | Biljana Pawlowa-Dimitrova | 6:3, 6:0 |

### Doppel
| Nr. | Datum             | Turnier        | Kategorie   | Belag     | Partnerin       | Finalgegnerinnen                       | Ergebnis      |
| --- | ----------------- | -------------- | ----------- | --------- | --------------- | -------------------------------------- | ------------- |
| 1.  | 26. November 2005 | Ashkelon       | ITF $10.000 | Hartplatz | Nicole Thijssen | Verena Amesbauer Mariella Greschik     | 6:3, 6:2      |
| 2.  | 3. Dezember 2005  | Ramat HaSharon | ITF $10.000 | Hartplatz | Nicole Thijssen | Gabriela Velasco Andreu Pemra Özgen    | 6:2, 6:3      |
| 3.  | 10. Dezember 2005 | Raanana        | ITF $10.000 | Hartplatz | Nicole Thijssen | Aleksandra Kulikova Natalia Orlova     | 7:5, 6:3      |
| 4.  | 8. Mai 2006       | Bournemouth    | ITF $10.000 | Sand      | Bibiane Schoofs | Maija Gawerowa Anastasia Poltoratskaya | 6:4, 1:6, 6:4 |
| 5.  | 18. Februar 2007  | Montechoro     | ITF $10.000 | Hartplatz | Nicole Thijssen | Jessica Lehnhoff Robin Stephenson      | 6:3, 3:6, 6:2 |